# Louis Auguste Buffet
Pour les articles homonymes, voir Buffet.
Louis Auguste Buffet, dit A. Buffet jeune, né le 6 août 1789 à La Couture et mort le 30 septembre 1864 à Anet (Eure-et-Loir), est un facteur d'instruments de musique français.

## Biographie
Louis Auguste Buffet est le fils de Claude Buffet (ca 1736-1823) et de Marie Louise Delerablée, né dans une fratrie d'au moins 12 enfants au lieu-dit le Puis à La Couture.
Louis Auguste Buffet est un frère cadet de Denis Buffet-Auger. Auguste Buffet jeune est un facteur d'instrument établi à La Couture à partir de 1813.
Il déménage son atelier à Paris à partir de 1830 et y installe un magasin au 255 rue Saint Honoré à Paris.
Dans les années 1830, il améliore la clarinette basse avec le célèbre clarinettiste François Dacosta en s'appuyant sur les travaux de « basse guerrière » de Dumas. Il s'agit de modèles d'instrument appelé « clarinette octave-basse » en ut puis en si  à 13 ou 15 clefs avec culasse en forme de "basson" et à anneaux mobiles « avec augmentation d'une tierce dans le bas ». Un exemplaire sera présenté à l'exposition de Paris en 1839.
En 1839, il dépose un brevet pour l'amélioration de la flûte Boehm « système 1832 » en collaboration avec le flutiste Victor Coche (1806-1881), professeur au conservatoire. Ce modèle de flûte « Buffet » est examiné par l'Académie des Beaux Arts alors que Theobald Boehm n'avait pas pu y présenter son invention quelques années plus tôt. Le compositeur Henri-Montan Berton rédige un rapport fort élogieux signé par Fromental Halévy, Ferdinando Paër, Michele Carafa et Luigi Cherubini. Le conservatoire de Paris adopte cette nouvelle flûte.
En 1840, il ouvre un deuxième magasin au 9 galerie de Nemours à Paris.

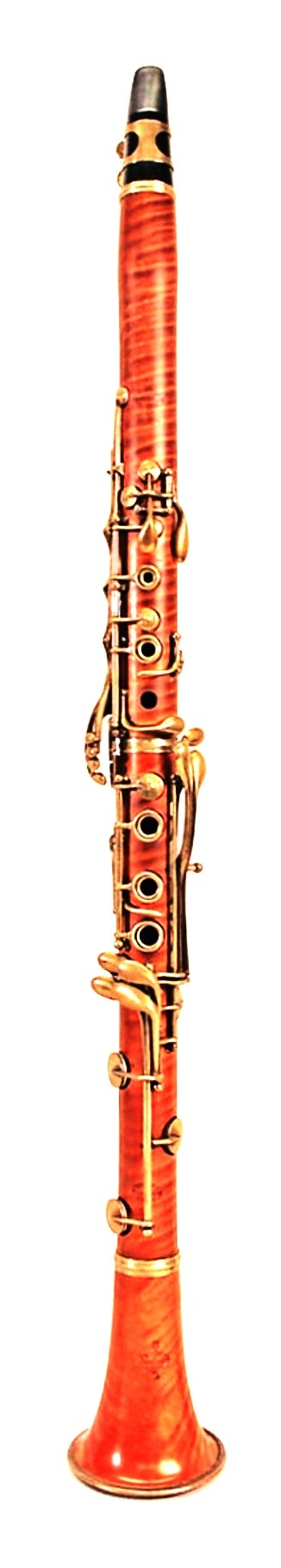
Clarinette en la, en système Boehm, marquée Buffet et Cie (ca.1860).

On lui doit les grandes modifications techniques de la clarinette moderne. Il s'est associé pour ce projet à Hyacinthe Klosé, clarinettiste virtuose et professeur au Conservatoire de Paris. En 1843, Buffet jeune dépose un brevet pour la clarinette, adoptant le nouveau système à anneaux mobiles que l’Allemand Theobald Boehm avait mis au point pour la flûte traversière. Une adaptation comparable est effectuée avec moins de succès pour le hautbois associé au hautboïste Pierre-Joachim-Raymond (dit Pedro) Soler. Les instruments d'aujourd'hui sont quasiment identiques.

À l'Exposition universelle de 1855, il est indiqué : 

« M. Buffet jeune fournit l'Académie impériale de musique, le Conservatoire et le Gymnase militaire, d'instruments justement renommés par leur sonorité, l'élégance de leur forme, la justesse et la facilité de leur son. Le Rapporteur de l'Exposition de 1855 loue les grandes Clarinettes à dix-sept clefs, auxquelles M. Buffet avait appliqué le mécanisme de Boehm, et ses petites Clarinettes en la bémol. (...) M. Buffet jeune a fait entendre au jury de très-bonnes clarinettes basses. »

— Album Henri Legrand
Il dépose également en 1862 un brevet pour Clarinette bi-tonique (brevet no 53494).
Louis Auguste Buffet (1816-1884) est son fils, qui le rejoindra dans son activité.
Auguste Buffet jeune décède le 30 septembre 1864 à Anet.

## Brevets
A. Buffet jeune a déposé quelques brevets pour l'amélioration des bois durant sa période d'activités toujours disponibles dans les archives de l'INPI:
- Nouvelle flûte et application du système de l'auteur à la petite flûte et à tous les autres instruments à vent (Brevet d'invention et de perfectionnement de 5 ans) ; Adresse du déposant : 4, rue du Bouloi, Paris (Seine) ; Numéro de dépôt : Pas de numéro de dépôt entre 1791 et 1844 ; Date de dépôt : 10/10/1838 ; Date de délivrance : 22/01/1839.
- Application des anneaux mobiles aux clarinettes et aux hautbois, nouveau système (Brevet d'invention et de perfectionnement de 5 ans); Adresse du déposant : 4, rue de Rivoli, Paris (Seine) ; Numéro de dépôt : Pas de numéro de dépôt entre 1791 et 1844 ; Date de dépôt : 15/12/1843 ; Date de délivrance : 19/02/1844[7].

D'autres facteurs chercheront à utiliser et exploiter le mécanisme d'anneaux mobiles comme Pierre Goumas, beau-frère de Jean Louis Buffet (Crampon).

## La marque
Aujourd'hui considérée comme marque de référence pour les clarinettes, l'entreprise Buffet Crampon, sise à Mantes la Jolie (Yvelines), produit également des hautbois, des bassons et des saxophones. Le nom de l'entreprise vient de son neveu, Jean Louis Buffet, qui ayant repris l'affaire de son père Denis Buffet-Auger, s'était marié à Mlle Zoé Crampon.

### Lien connexe
- famille Buffet